# Alta cuina catalana
L'alta cuina catalana és l'adaptació catalana del concepte francès d'haute cuisine, una etiqueta referida a la cuina de grans restaurants i hotels de luxe francesos durant els 70 i els 80, i que encara utilitzen algunes guies gastronòmiques, com la Guia Michelin, per a referir-se a restaurants cars que se suposa, segons els seus crítics, que són de qualitat. També anomenada cuina d'autor, dita també, en expressions més o menys afortunades, alta cuina, cuina creativa o cuina d'avantguarda, ha donat, d'uns anys ençà, una projecció internacional a la cuina catalana.

## Principals agents
D'uns anys ençà, les guies gastronòmiques, singularment la Michelin, dita ‘guia vermella', la de més credibilitat, i grups de cuiners o revistes, com és el cas de la revista britànica Restaurant, han donat reconeixement internacional a la cuina catalana. Potser el millor exemple d'aquesta projecció és el fet que Ferran Adrià hagi estat proclamat el millor cuiner del món diverses vegades.
No solament Ferran Adrià (elBulli) és considerat el primer cuiner del món, sinó que Carme Ruscalleda (Sant Pol) ha estat proclamada primera dama de la cuina europea i, al costat de Ferran Adrià, Joan Roca (El Celler de Can Roca), Sergi Arola –deixeble d'Adrià– i tants altres, inclosa, com a novetat, una notable presència femenina. També hi hagué Santi Santamaria (Can Fabes) –que va assolir les tres estrelles, força abans que Adrià.
A més, la major part d'aquests cuiners i cuineres no solament té un restaurant base, sinó que en tenen altres fora de Catalunya o en altres ciutats; així, Ferran Adrià és present en iniciatives diverses, a Madrid o a Andalusia, Carme Ruscalleda és al Japó, Joan Roca a Barcelona, Per tant, en aquest sorprenent fenomen de dimensions mundials i molt mediàtiques, hi intervenen diversos fets que depassen, segurament, la simple casualitat.
D'entrada, no tot se centra en un sol cuiner, sinó que hi ha un estol de professionals de la cuina mereixedors de les més altes distincions, incloses generacions de joves cuiners que solen demostrar tants dots com els grans mestres. Per tant, no es podria pas dir que tot plegat sigui un fenomen fugaç i casual.
D'altra banda, la concentració d'estrelles Michelin (3 és la màxima distinció i significa que un gurmet ha d'anar al restaurant guardonat des de qualsevol lloc del món) fa de Catalunya –amb relació a la demografia– el país més guardonat del món, llevat de França (país matriu de la guia).
Un altre factor és la distribució dels restaurants guardonats amb tres, dues i una estrella a la guia ‘Michelin', que es reparteixen d'una forma matisada arreu del territori: des de l'Empordà a les comarques de Barcelona, passant per Tarragona, Ponent i els Pirineus, així com les ciutats a les àrees rurals.

## Història

### Baixa edat mitjana
D'una banda, en l'etapa de difusió europea de la cuina catalana (baixa edat mitjana), aquesta ja va ser considerada, sobretot a Itàlia, cuina de referència i els seus cuiners, els primers del món. Un d'ells, Mestre Robert, justament és considerat el cuiner més important de final de l'etapa medieval i inici de la moderna. És el primer cuiner europeu que escriu un llibre d'autor, a mitjan segle xv (Libre de Coch), que alhora tindrà una gran difusió gràcies a les traduccions i edicions que se'n coneixeran, ja que és també el primer llibre de cuina imprès. Aquest coc de la cort reial de Nàpols, conscient del seu rol social, parla en primera persona i emet opinions que el fan, en certa manera, el primer xef modern.

### Època moderna
A l'època moderna i contemporània, marcada per l'hegemonia de la cuina professional francesa, els primers xefs importants que treballen a Catalunya, al segle xix i primer terç del XX, solen ser d'origen francès, italià i suís (com Rondissoni), però aviat un cuiner català els pren el relleu. Es tracta d'Ignasi Domènech, nascut a Manresa (1874-1956). Va ser un cuiner molt brillant, que també va treballar fora de Catalunya –va ser deixeble dels més grans xefs del moment, com l'occità Escoffier– i, a més, va portar a terme una ingent tasca de divulgació i renovació gastronòmiques publicant llibres i revistes, dedicant-se a l'ensenyament, etc.

### Postguerra
En la postguerra, després dels anys de misèria i racionament, coincidint amb una primera obertura del règim i l'inici d'una certa prosperitat, ajudada per la presència cada cop més important de turistes –dècada dels seixanta–, comença a destacar Josep Mercader, nascut a Cadaqués (1926-1979). Forma part de la dinastia de grans cuiners empordanesos –ressenyats per Josep Pla, que els fa de cronista– que inicien l'auge de la cuina catalana moderna. Són Pere Granollers, Alfons Roger i Joan Suñer. Tots ells van treballar primer a fora, particularment a França i, per tant, van introduir en la cuina catalana, per primera vegada a Espanya, el cabal de la cuina clàssica francesa (o occitana), adaptada al gust català.
De tots ells, però, destaca Josep Mercader i Brugués, que pot ser considerat el primer cuiner català modern que adquireix una fama generalitzada. Des de l'Hotel Empordà (conegut per ‘Motel') difon un il·lustre model culinari basat, harmònicament, en els paràmetres de la cuina francesa professional i de la catalana tradicional i popular, amb un fort impacte de noves creacions o recreacions. Alguns dels seus plats han definit un paradigma de cuina moderna ja esdevinguda popular: amanida de faves amb menta i pernil, espines d'anxoves arrebossades, sorbet de menta, garum (pasta d'anxoves i olives), etc.

### Èxit internacional
En la dècada dels vuitanta apareix a França el fenomen de la nouvelle cuisine, que soscava d'arrel les bases de la cuina francesa clàssica. Aquest moviment és acollit amb entusiasme, ja que alguns principis coincideixen amb els de la cuina catalana i mediterrània. Aviat comença la imparable ascensió dels grans cuiners que avui centren la curiositat mundial: Santi Santamaria, Ferran Adrià, Joan Roca, Carme Ruscalleda, Fermí Puig, Carles Gaig o Sergi Arola, i tot un estol de joves cuiners que els segueixen els passos.